# Am286

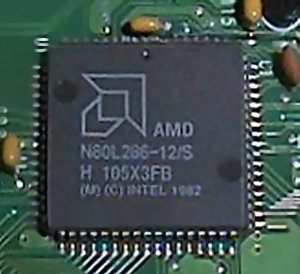
Am286.

O Am286 é um microprocessador 16-bit lançado pela AMD em 1983. Era um clone do Intel 80286 produzido sob licença. Sua vantagem em relação ao modelo da Intel era possuir uma velocidade de clock maior: 20 MHz versus 12.5 MHz.
A AMD iniciou a entrada nos compatíveis x86 enquanto segunda fonte de fornecimento de processadores concebidos pela Intel. A IBM pedia a todos os seus fornecedores uma segunda fonte de aprovisionamento, e a Intel teve de vender as suas licenças a outras empresas para assegurar o contrato de fabrico para os IBM PC. O Am286 foi o resultado desse contrato.